# Tomislav Vidošević
Tomislav Vidošević (ur. 1 stycznia 1965 w Splicie) – chorwacki prawnik i dyplomata, pułkownik rezerwy sił zbrojnych Chorwacji, od stycznia 2019 r. ambasador Chorwacji w Polsce. 

## Życiorys
Ukończył szkoły podstawową i średnią w rodzinnym Splicie, a następnie studia prawnicze w splickim ośrodku zamiejscowym Uniwersytetu Zagrzebskiego. Po ogłoszeniu przez Chorwację niepodległości od ówczesnej Jugosławii, był oficerem łącznikowym chorwackiego rządu przy stacjonujących w Splicie misjach ONZ i WE. Służył także jako ochotnik w Chorwackiej Gwardii Narodowej. W latach 1992–1993 prowadził z ramienia rządu negocjacje dotyczące wymiany jeńców wojennych, mając status oficera rezerwy w stopniu porucznika. Od czerwca 1993 pracował w chorwackiej Kancelarii Premiera, początkowo jako asystent jej szefa, a później jako doradca premiera Chorwacji. W roku akademickim 1997/1998 odbył studia podyplomowe, przygotowujące do pracy w resorcie spraw zagranicznych. W styczniu 1998 otrzymał wojskowy awans na pułkownika rezerwy. 
Od początku 1998 kierował urzędem zajmującym się współpracą z OBWE, który z początkiem 2001 r. został przekształcony w nową instytucję, nadal pod kierownictwem Vidoševicia, odpowiedzialną za współpracę również z innymi organizacjami międzynarodowymi. W 2003 był sekretarzem komisji koordynującej przygotowania do wizyty papieża Jana Pawła II w Chorwacji. W lutym 2004 został wiceministrem spraw zagranicznych Chorwacji, odpowiedzialnym za kontakty multilateralne. W październiku 2005 stanął na czele chorwackiej placówki dyplomatycznej w Rzymie, pełniącej zarówno funkcję ambasady we Włoszech, jak i stałego przedstawicielstwa przy mających w tym kraju siedzibę organizacjach międzynarodowych. W 2006 jego akredytacja ambasadorska została rozszerzona na San Marino, Maltę i Cypr. We wrześniu 2012 został ambasadorem Chorwacji na Ukrainie. Sześć lat później powrócił do centrali MSZ w Zagrzebiu, gdzie pracował w zespole przygotowującym zaplanowaną na pierwszą połowę 2020 roku chorwacką prezydencję w UE. W styczniu 2019 objął stanowisko ambasadora Chorwacji w Polsce. 